# Posebni naravni rezervat Uvac
Posebni naravni rezervat Uvac (srbsko Специјални резерват природе Увац/Specijalni rezervat prirode Uvac) je posebni naravni rezervat I. kategorije v Srbiji. Znan je po uspešnem projektu ohranjanja beloglavega jastreba.

## Lokacija
Rezervat je v jugozahodni Srbiji, v občinah Nova Varoš (približno 2/3) in Sjenica (1/3) v Zlatiborskem upravnem okraju. Zavarovano območje je podolgovate oblike in obsega dolino reke Uvac.

## Geografija
Geografsko je dolina Uvca del Starovlaško-raške planote. Obdajajo jo gore Zlatar na zahodu, Murtenica in Čemernica na severu, Javor na vzhodu in Jadovnik na jugu. Najnižja točka v rezervatu je 760 m, najvišja pa 1.322 m. Osrednji morfološki odsek je kanjonska dolina reke, vključno z dolinami njenih pritokov. Reka je svojo strugo zarezala globoko v apnenčaste skale in oblikovala zožene kanjonske doline z visokimi in strmimi apnenčastimi pečinami. Povprečna globina doline je med 200 in 300 m, najgloblji del pa 350 m. Soteska Uvca je še posebej znana po svojih meandrih v kanjonu. Zaradi zajezitve Uvca relativna višina meandrov doseže približno 100 m pri vasi Gornje Lopiže.
V soteski je 12 urejenih razgledišč. Najpriljubljenejša tri so Veliki Krš (v prevodu "Veliki Kras"), Veliki Vrh in Molitva. S teh točk so bile narejene najbolj znane panoramske slike soteske, ki se pogosto uporabljajo v promocijskih turističnih publikacijah iz Srbije.
Teren je kraške narave, s številnimi kraškimi posebnostmi: kraškimi ravnicami, uvalami, vrtačami, jamami, brezni in drugo. Jame so številne in se razlikujejo po velikosti, od manjših do enega največjih jamskih sistemov v Srbiji. Doslej je bilo raziskanih 6.185 m Ušaškega jamskega sistema, s čimer velja za tretjo najdaljšo jamo v Srbiji, za Lazarjevo jamo in Cerjevo jamo (podatki 2017). Sistem sestavljata dve jami, Ušak in Ledena jama, ki ju povezuje Bezdan. Ostale jame v rezervatu so Tubića, Durulja in Baždarska jama. Vsi so bogati s kapniki. Ocenjuje se, da je sistem star 250 milijonov let, vendar je še vedno geološko aktiven.
V območju rezervata so na reki Uvac tri hidroelektrarne: Bistrica z Radoinjskim jezerom (1960), Kokin Brod z Zlatarskim jezerom (1962) in Sjenica s Sjeniškim jezerom (1979).

## Rastlinski in živalski svet
V rezervatu je 219 rastlinskih vrst. Od tega so tri mednarodnega pomena, tri so uvrščene na rdeči seznam, 25 jih je pod nadzorovanim režimom nabiranja in trgovanja, 50 pa naj bi imelo zdravilne lastnosti.
V reki Uvac in njenih pritokih v rezervatu živi 24 vrst rib. Čista voda v rekah in akumulacijskih jezerih je naravno drstišče sulca, postrvi, smuča, pohre, podusti in klena.
Favna sesalcev vključuje volkove, medvede, divje prašiče, lisice, zajce, jazbece in kune zlatice, od katerih so nekateri v Srbiji razglašeni za redke in ogrožene.
Glavna zanimivost rezervata je bogata avifavna s 172 vrstami ptic. Najpomembnejši prebivalec je beloglavi jastreb, ena od dveh preostalih vrst jastrebov, ki gnezdita v Srbiji. Velika ptica z razponom kril do 3 m, ima edinstveno mesto v prehranjevalni verigi ekosistema, saj se prehranjuje izključno s trupi in zagotavlja "naravno recikliranje". V letih po drugi svetovni vojni je bila vrsta na robu izumrtja. Da bi jih ohranili, je bilo območje soteske Uvac zaščiteno leta 1971, vendar se je kljub temu število ptic zmanjševalo.
Po izbruhu vojne v BiH leta 1992 so nekaj preživelih jat jastreba preselili v Uvac. Razmere so se začele izboljševati, ko so leta 1994 uredili krmišče Manastirina. Do leta 2017 je število beloglavih jastrebov naraslo na 110 gnezdečih parov in skupaj skoraj 500 ptic. To je največja kolonija beloglavih jastrebov na Balkanu in ena največjih v Evropi, verjetno je večja le kolonija v Španiji. Ker se je populacija povečevala, so se leta 2011 odločili, da nekatere ptice vrnejo v BiH, da ponovno naselijo območje Trebinja. Prvi primerek je bil ponovno naseljen leta 2015.

## Zaščita
Regija Uvac je bila leta 1971 razglašena za zaščiteno območje. Danes pokriva površino 7543 km². Leta 2008 je bil izbran za enega od sedmih naravnih čudes Srbije.
Leta 2019 je Zavod za varstvo narave Srbije pripravil novo študijo o zaščiti rezervata in jo predložil vladi. Aprila 2021 je vlada napovedala, da se bo območje rezervata povečalo na 11.746 km². Na nekaterih delih bo uvedena najvišja stopnja zaščite, I. stopnja.

## Galerija
- Most čez Uvac
- Meandri Uvca
- Otok v soteski Uvac
- Pečine nad akumulacijskim jezerom
- Beloglavi jastreb nad Uvcem
- Rastlinski svet nad pobočji